# Lost in Translation
Lost in Translation är en film från 2003, skriven, producerad och regisserad av Sofia Coppola. Huvudrollerna spelas av Scarlett Johansson och Bill Murray. Filmen är ett existentiellt kärleksdrama, med handlingen förlagd till Tokyo, Japan.

## Handling
Bob Harris (Bill Murray), en amerikansk skådespelare vars karriär är på nedgång, anländer ensam till Tokyo för att spela in en reklamfilm för Suntory, ett japanskt whiskymärke. Han tar in på Park Hyatt Tokyo, ett av Tokyos luxuösare hotell. Där blir han välkomnad av bugande japaner samt ett fax från sin fru där hon påminner honom att han just glömt sin sons födelsedag. Deras äktenskap går på tomgång, han funderar över varför saker och ting i livet utvecklats som de gjort och flyr tankarna och frun genom att jobba mycket.
Jetlaggen gör det svårt för honom att sova, så han fördriver nätterna med att sitta ändlösa timmar i hotellbaren. I baren träffar han på Charlotte (Scarlett Johansson), en ung amerikansk kvinna som är i Tokyo i sällskap med sin man. Hon har just avslutat sina filosofistudier på Yale. Han är en kändisfotograf i ropet, jobbar ständigt och Charlotte blir lämnad ensam på hotellet. Hon går ensam på sightseeingturer, halkar in på en ikebanaworkshop, hela tiden grubblande på om det är rätt man hon gift sig med, då han verkar helt ovetande om sin makas tristess och inre vilsenhet. 
Det är med avstamp i hotellbarsexilens utanförskap som Bob och Charlotte närmar sig varandra. Filmens titel anspelar på såväl den ordagranna betydelsen att språket är dem främmande, som att de båda är borttappade i den annorlunda kulturen och vilsna i sina respektive förhållanden. De finner att de, trots åldersskillnaden, har mycket gemensamt och börjar utforska Tokyos myllrande och pulserande storstadsliv och försöker förstå och acklimatisera sig till de förbryllande japanska sederna. Efterhand börjar en känslomässig laddning att uppstå dem emellan när de upptäcker Tokyo och varandra.

## Rollista
| Scarlett Johansson | – Charlotte      |
| Bill Murray        | – Bob Harris     |
| Akiko Takeshita    | – Ms. Kawasaki   |
| Catherine Lambert  | – Jazzsångerskan |
| Giovanni Ribisi    | – John           |
| Anna Faris         | – Kelly          |
| Fumihiro Hayashi   | – Charlie Brown  |

## Om filmen
Filmen kostade 4 miljoner USD i produktion, och har genererat biljettintäkter i hemlandet på 44,6 miljoner USD (2004).
För sin insats i filmen nominerades Bill Murray för en Oscar för bästa manliga huvudroll, Sofia Coppola för bästa regi och filmen själv nominerades i kategorin bästa film. Sofia Coppola vann en Oscar för bästa originalmanus. Hon skrev filmen med Bill Murray i åtanke för huvudrollen som Bob Harris, och har i efterhand sagt att om han hade tackat nej, hade hon avstått från att göra filmen. Murray, som tidigare främst var känd för sina komediroller, visar i filmen upp en sida av sig själv som yrkeskunnig karaktärsskådespelare.